# The World Factbook
The World Factbook (ISSN 1553-8133), també conegut com el CIA World Factbook, és una font de referència elaborada per l'Agència Central d'Intel·ligència (CIA) dels Estats Units d'Amèrica amb informació de tipus almanac sobre els països del món. La versió oficial en paper està disponible al Servei Nacional d'Informació Tècnica i a l'Oficina d'Impressió del Govern. Altres empreses —com la Skyhorse Publishing— també imprimeixen una edició en paper. L'obra està disponible en format pàgina web, que s'actualitza parcialment cada setmana. També està disponible per a descarregar i fer-ne ús fora de línia. Proporciona un resum de dues a tres pàgines de la demografia, la geografia, les comunicacions, el govern, l'economia i les forces armades de 267 entitats territorials, incloent els països, dependències i altres àrees del món reconegudes pels Estats Units.
The World Factbook és obra de la CIA perquè l'utilitzin els funcionaris del govern dels Estats Units, i el seu estil, format, cobertura i continguts estan dissenyats principalment per satisfer les seves necessitats. No obstant això, s'utilitza amb freqüència com un recurs per als treballs de recerca acadèmica. Com a obra del govern dels EUA, està en domini públic als Estats Units.

## Drets d'autor
Donat que el World Factbook es troba en domini públic, la gent és lliure, sota legislació estatunidenca, de redistribuir-lo i modificar-lo de qualsevol manera que es vulguin sense l'autorització de la CIA. No obstant, la CIA sol·licita que sigui citada quan s'utilitzi l'obra. El segell oficial de la CIA, però, sota la llei dels EUA, no pot ser copiat sense permís, tal com requereix la Llei de l'Agència Central d'Intel·ligència de 1949.

## Freqüència d'actualització i disponibilitat

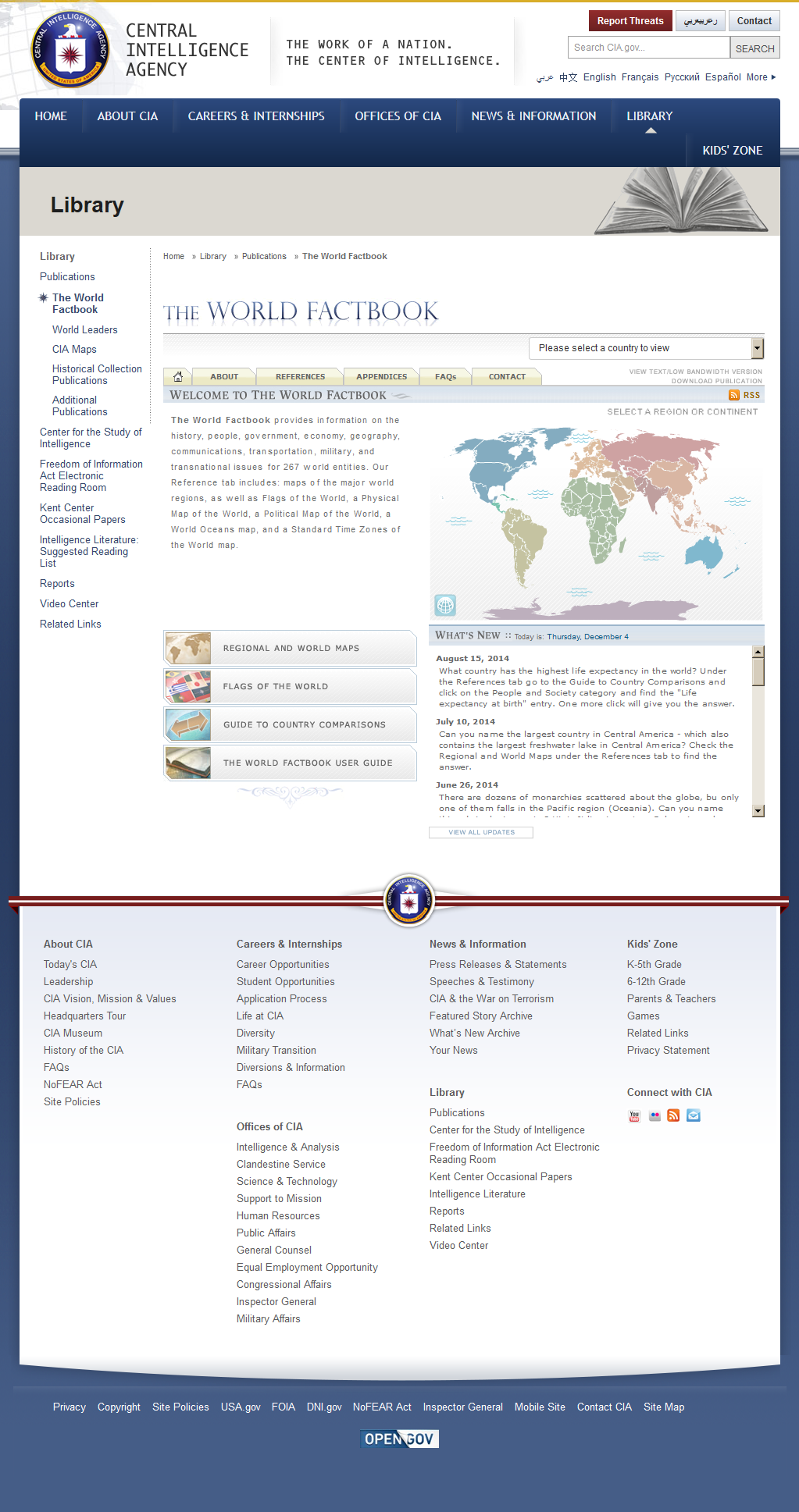
Pàgina web oficial a gener de 2010.

Abans de novembre de 2001, la pàgina web del Factbook s'actualitzava anualment, entre 2004 i 2010 s'actualitzava cada dues setmanes, des de 2010 s'actualitza setmanalment. En general, la informació està disponible a partir de l'1 de gener de l'any s'utilitza en la preparació del Factbook.

### Edició governamental del Factbook
La primera edició, classificada, del Factbook es va publicar l'agost de 1962, i la primera versió no classificada el juny de 1971. La primera vegada que va estar disponible al públic en paper va ser l'any 1975. El 2008, la CIA va suspendre la impressió del Factbook i transferí la responsabilitat a l'Oficina d'Impressió del Govern dels Estats Units. Això succeí per decisió de la CIA de "concentrar els recursos del Factbook" en l'edició en línia. El Factbook ha estat a internet des de l'octubre de 1994. La versió en línia rep una mitjana de 6 milions de visites al mes, i també pot ser descarregada. L'Oficina d'Impressió del Govern dels Estats Units i el Servei Nacional d'Informació Tècnica s'encarreguen de la venda de la versió oficial impresa. En anys anteriors, el Factbook estava disponible en CD-ROM, microfilm, cinta magnètica, i disquet.

### Reimpressions i edicions antigues en línia
Molts llocs d'internet utilitzen la informació i les imatges del World Factbook. Diversos editors, incloent Grand River Books, Potomac Books (anteriorment coneguda com la Brassey's Inc.) i Skyhorse Publishing, l'han republicat en els darrers anys.

## Entitats enumerades
A juliol de 2011, The World Factbook constava de 267 entitats. Aquestes entitats es poden dividir en les següents categories:
Estats independentsAquesta categoria inclou els estats independents, que la CIA els defineix com a pobles "políticament organitzats en un estat sobirà amb un territori determinat". En aquesta categoria hi ha 195 entitats.
AltresAquesta categoria és una llista d'indrets que no s'adiuen a la llista d'estats independents. Actualment hi ha dos: Taiwan i la Unió Europea.
Dependències i Àrees de Sobirania EspecialAquesta categoria és una llista dels llocs afiliats a un altre estat. Es poden subdividir en categories utilitzant l'estat d'afiliació:
- Austràlia: sis entitats
- República Popular de la Xina: dues entitats
- Dinamarca: dues entitats
- França: vuit entitats
- Regne dels Països Baixos: tres entitats
- Nova Zelanda: tres entitats
- Noruega: tres entitats
- Regne Unit: disset entitats
- Estats Units d'Amèrica: catorze entitats

MixtsAquesta categoria és per a l'Antàrtida i llocs en disputa. Hi ha sis entitats.
Altres entitatsAquesta categoria és per al Món i els oceans. Hi ha cinc oceans i el Món (l'entrada del Món pretén ser un resum de les altres entrades).